# Едіє Топчі
Едіє́ Топчі́ (крим. Ediye Topçı, нар. 22 вересня 1919 — пом. 7 листопада 1967) — кримськотатарська співачка та акторка, солістка Державного ансамблю пісні й танцю кримських татар «Хайтарма», заслужена артистка Узбецької РСР.

## Біографія та кар'єра
Народилася 22 вересня 1919 року у місті Бахчисарай, Крим, у великій родині, де росло 14 дітей. Сім'я жила забезпечено, але з приходом радянської влади до Криму, боячись розкуркулювання, батькові довелося продати своє кафе та працювати пастухом. Батько Осман Муждаба-оглу грав на к'явалі (звіріли). Мати Зейнеб любила співати. Дитинство та шкільні роки Едіє пройшли в рідному краї. Вона вчилася в середній школі ім. Бубнова, брала активну участь у художній самодіяльності школи, любила співати.
Професійну співочу кар'єру почала 1935 року, коли її запросили хористкою у вокальний ансамбль на радіо. Невдовзі Едіє стала солісткою ансамблю. 1940 року почала навчання в Сімферопольському музичному училищі, займалася у класі педагога М. Чернова. Її професійному зростанню як співачки сприяли відомі композитори Яя Шерфедінов та Ільяс Бахшиш.
1941 року Топчі перейшла на роботу до Управління у справах мистецтв при Раді народних комісарів Кримської АРСР, тоді ж одружилася з журналістом Османом Батировим, якого під окупації Криму в часи Другої світової війни розстріляли за участь у сімферопольській підпільній організації. Саму Едіє Топчі катували. Після звільнення Криму Топчі мріяла продовжити навчання у Московській консерваторії ім. П. Чайковського, у яку вступила. Проте через депортацію кримських татар 1944 року, коли родину Топчі виселили до Середньої Азії, зробити цього не вдалося. У місті Бекабаді, куди її заслали, у 1944—1946 роках працювала солісткою Узгостеатру. Однак через складні життєві обставини змушена була залишити сцену і влаштуватися на роботу вагівницею на бавовняному заводі, а потім кравчинею.

Перший склад ансамблю «Хайтарма» (1957—1958), в якому є і Едіє Топчі

Згодом Едіє Топчі повернулася до співу, виступала в самодіяльному ансамблі у Бекабадському Будинку культури. 1957 році при Державній філармонії Узбекистану був створений Державний ансамбль пісні й танцю кримських татар, який згодом отримав назву «Хайтарма». Разом із відомими артистами, такими як Сабріє Ереджепова, Абляміт Умеров, Акім Джемілєв, Селіме Челебієва, Топчі працювала в колективі ансамблю з дня його заснування. Разом із Сабріє Ереджеповою була наставницею кримськотатарської молоді. Спеціально для голосу Едіє Топчі композитори Яя Шерфедінов, Ільяс Бахшиш, Едем Налбандов писали пісні на вірші поетів Решида Мурада, Ешрефа Шем'ї-заде, Різи Халіда. Вона також була однією зі співачок, які у повоєнні роки відроджували пісенну спадщину репресованих кримськотатарських співаків.
1965 року Едіє Топчі було надане звання Заслуженої артистки Узбекистану. Останній концерт співачки відбувся в Ташкенті у 1967 році.
7 листопада 1967 року Едіє Топчі померла внаслідок тяжкої тривалої хвороби.